# Outremonde
Pour les articles homonymes, voir Underworld.
Outremonde (titre original : Underworld) est un roman postmoderne de Don DeLillo, paru en anglais en 1997. Nommé au National Book Award, couronné par l'American Book Awards, il s'agit d'un des livres les plus connus et les plus lus de son auteur. Une enquête du New York Times conduite en 2006 auprès d'auteurs et de critiques a placé Outremonde en deuxième position du classement des meilleurs livres de fiction des 25 années précédentes (11 votes sur 125, contre 15 pour Beloved de Toni Morrison).
Le titre original du livre évoque la notion d'au-delà, ou de monde dissimulé au regard. DeLillo a expliqué avoir songé à ce titre en associant la problématique de l'enfouissement des déchets évoquée dans le roman, et Pluton, dieu des enfers.
La version française est parue en 1999 aux éditions Actes Sud, dans une traduction de Marianne Véron en collaboration avec Isabelle Reinharez.

## Résumé
Outremonde mêle plusieurs personnages, plusieurs intrigues, plusieurs thèmes, sur une période allant du début des années 1950 jusqu'aux années 1990, à travers huit sections et suivant un récit non-linéaire.
La narration suit principalement le personnage de Nick Shay, à partir de son adolescence marquée par la délinquance, par sa relation avec une femme plus âgée, Klara Sax, et par un meurtre dont les détails sont relatés à la fin du roman, puis à travers son séjour en maison de correction, jusqu'à sa carrière de cadre dans la gestion des déchets. Sa femme, Marian, a une liaison avec un collègue de Nick, Brian Glassic. Certains passages du roman se concentrent également sur la mère de Nick, Rosemary, et sur son frère Matty, surdoué des échecs dans son enfance (son professeur est Albert Bronzini, le mari de Klara Sax), qui effectue par la suite son service militaire au Vietnam, puis travaille dans la fabrication de bombes nucléaires américaines, avant de rejoindre un think tank.
Un autre fil narratif débute dès le prologue du roman (écrit avant le reste et publié à part sous le titre Pafko at the Wall), qui relate le match entre les New York Giants et les Brooklyn Dodgers le 3 octobre 1951. Les Giants remportent la Ligue nationale et se qualifient pour les World Series grâce au homer frappé par Bobby Thomson et surnommé le Shot heard round the world. La balle de la victoire n'ayant jamais été retrouvée, DeLillo imagine comment un gamin new-yorkais, Cotter Martin, l'aurait saisie et rapportée chez lui, et comment son père l'aurait vendue le soir même. La balle devient ainsi un personnage à part entière, dont le parcours de propriétaire à propriétaire est suivi jusqu'à ce que Marvin Lundy, collectionneur de souvenirs liés au baseball, accepte de la revendre à Nick Shay.
Outremonde suit également la plupart des personnages secondaires à travers certains chapitres (notamment la sœur Edgar, Albert Bronzini, Klara Sax) mais aussi des personnages sans lien direct avec l'intrigue, parfois évoqués à travers quelques pages seulement. De nombreux faits et problèmes réels servent également d'éléments pour le récit (outre le match Giants-Dodgers, on peut noter la crise des missiles de Cuba ou la question de la gestion des déchets nucléaires), et plusieurs personnages historiques jouent également un rôle important dans le récit (J. Edgar Hoover, Lenny Bruce).

## Récompenses
Outremonde fut finaliste du National Book Award en 1997, finaliste du Prix Pulitzer en 1998. Il a remporté l'American Book Awards en 1998 et la médaille William Dean Howells de l'American Academy of Arts and Letters en 2000.